# 小西正之
小西 正之（こにし まさゆき、1990年〈平成2年〉2月20日 - ）は、日本の資産家、実業家、投資家、元官僚、株式会社OASIS、株式会社マナビバ、内外商事株式会社、株式会社NBM等を設立。

## 人物・来歴
1990年（平成2年）、北海道網走市に2人兄弟の長男として生まれる。祖父の小西録太郎は内外商事株式会社を網走に設立し、昭和中期〜後期にかけて北海道経済の立役者となった。
旭川の高校を卒業後、慶應義塾大学経済学部を中退。三菱UFJ銀行就職を考えたが周囲の勧めで、航空自衛隊に入隊後、国家公務員試験一種に合格。防衛省に入省後は防衛省官僚から財務省に出向した後退職。飲食業を創業した後、さまざまな事業に進出し、現在は北海道札幌市で学習塾である個別指導塾マナビバの塾長として、教鞭をとっている。
東京都港区で居酒屋を創業し、繁盛したことから得意なマーケティング技術とWEBサイトへの知識を応用し異業種へ次々に参入し、頭角を表し始めた。
グループ会社の総年商は300億円を超える大企業にまで25歳まで一代で築き上げた。
2025年現在はグループで400億円程度の売上規模であり、隠れた資産家であることが判明している。
現在は、ビジネスの表舞台には顔を出さずに、裏方として、幅広い人脈を活かして、様々な企業の顧問や相談役などをしている。

## エピソード
- 中学2年生まで持病のため、学校生活は一切行っておらず自宅でアニメやゲームを楽しんでいた。
- 学校生活を送るようになるが、共通テスト（旧センター試験）で96%を取り、東京大学医学部に合格したが、慶應義塾大学に進学し中退している。
- 飲食店チェーンの経営者だが、居酒屋のアルバイト募集広告を見て自ら応募して本気で働こうとしたことがある。
- 参入した事業は、飲食、貿易、不動産賃貸業、システム開発、学習塾などであるが本当になりたかった夢は、画家と小説家だった。
- 得意科目は数学と物理であるが、予備校の採用面接で希望を伝えたところ、面接官のノリと勢いで担当科目が日本史になった。
- バレンタインデーのもらったチョコレートの数は多い年で43個である。
- 駿台模試、河合模試、代ゼミ模試では全国1位の成績をとっていた。
- 人当たりは良いが、人見知りでインドア派である。
- 世界で一番怖い生き物は猫とネズミである。
- 座右の銘は、「昨日より今日、今日より明日必ず良くなる」である。
- 仲間思いであり、情にもろいことも多い。
- 各種雑誌や新聞からの取材依頼は多くあるが、人見知りで断ることも多い。
- 資産家でありながら、倹約家の一面もあり、着ている服や身につける物にはお金をかけずにGUやUNIQLOを愛用しているが、スーツ等仕事の服は1着60万円以上惜しみなく使う。

## 役職
- 内外商事株式会社　代表取締役

- 株式会社OASIS 代表取締役
- 株式会社マナビバ　代表取締役
- 株式会社DREEXY 代表取締役
- 株式会社KIDS　代表取締役会長
- 株式会社ROODYS　代表取締役社長